# Tumalino
Tumalino (lit. Tumelina) – wieś na Litwie, w okręgu uciańskim, w rejonie ignalińskim, w gminie Dukszty.

## Historia
W dwudziestoleciu międzywojennym wieś i folwark leżały w Polsce, w województwie nowogródzkim (od 1926 w województwie wileńskim), w powiecie brasławskim (od 1926 w powiecie święciańskim), w gminie Dukszty.
Według Powszechnego Spisu Ludności z 1921 roku zamieszkiwało:
- folwark – 14 osób, wszystkie były wyznania rzymskokatolickiego. Jednocześnie jedne mieszkaniec zadeklarował polska przynależność narodową, jeden białoruską a 12 litewską. Był tu 1 budynek mieszkalny[2]. W 1931 zamieszkiwało tu 9 osób w 1 budynku[3].
- wieś  – 71 osób, wszystkie były wyznania satroobrzędowego i zadeklarowały rosyjską przynależność narodową. Było tu 8 budynków mieszkalnych[2]. W 1931 zamieszkiwały tu 73 osoby w 13 budynkach[3].

Miejscowość należała do parafii rzymskokatolickiej w Duksztach i prawosławnej w Dryświatach. Podlegała pod Sąd Grodzki w Święcianach i Okręgowy w Wilnie; właściwy urząd pocztowy mieścił się w Duksztach.